# パイタウン
パイタウン（英語: Pie Town）は、アメリカ合衆国ニューメキシコ州カトロン郡の国勢調査指定地域。その珍しい地名で知られる。人口は166人（2020年国勢調査）。

## 歴史

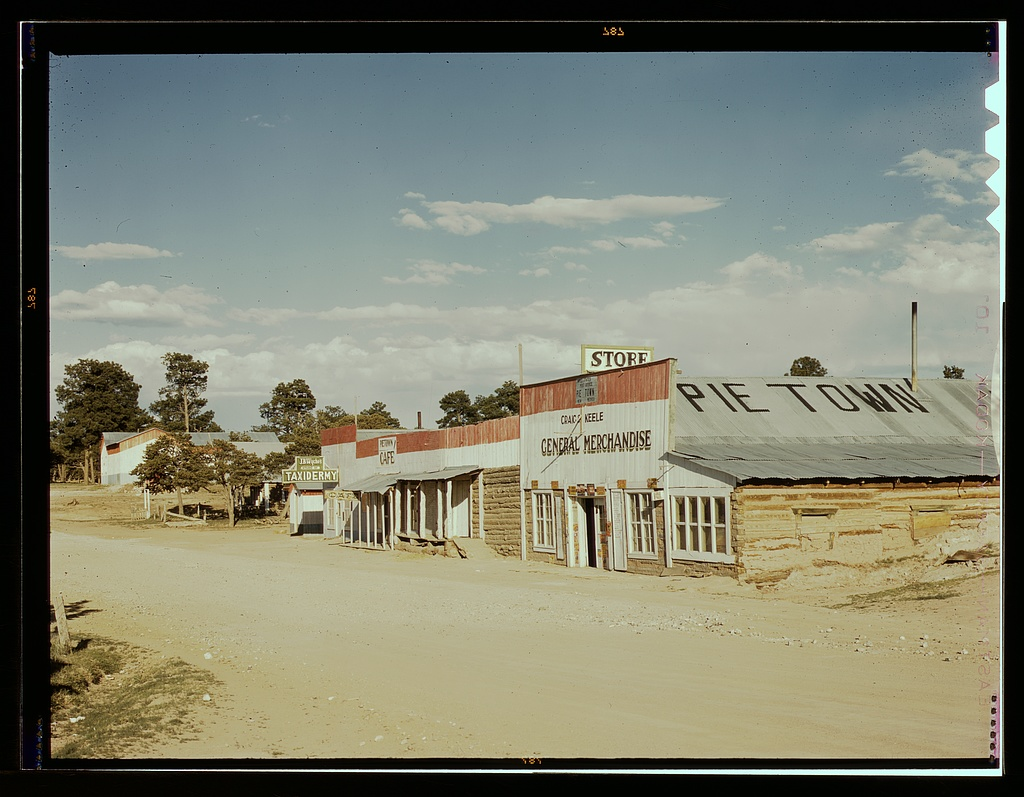
メインストリート（1940年撮影）

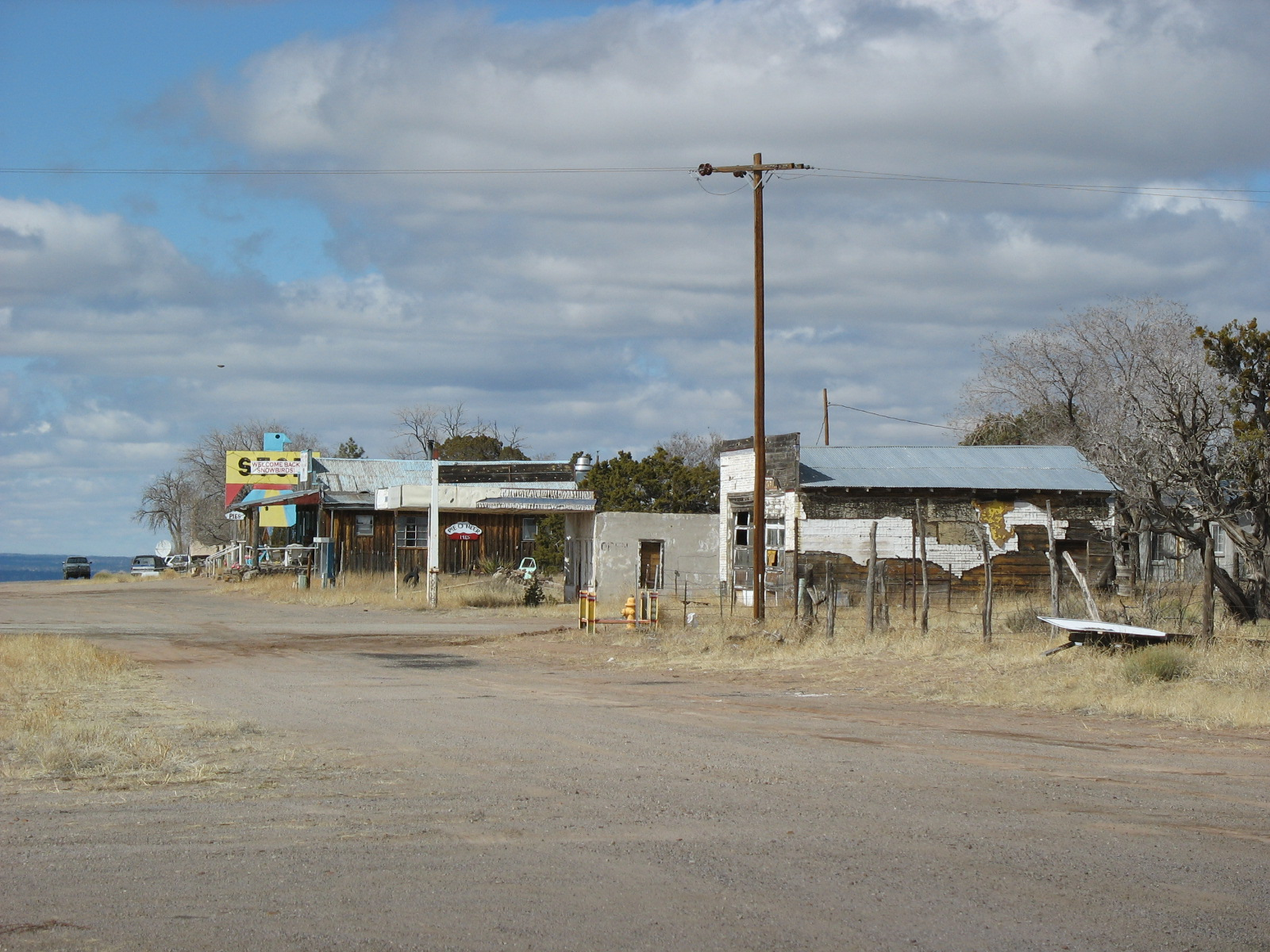
パイタウンの廃墟（2009年撮影）

初期の入植者は鉱夫や牧場主だった。鉱物資源には恵まれなかったが、牧場には適した土地であったという。名前の由来は諸説あるが、最も有力な説はクライド・ノーマン（Clyde Norman）の店がつくるパイに由来するという。ノーマンは第一次世界大戦に従軍したあと、Hound Pup Lode鉱区の採掘権を申請した。採掘事業は失敗に終わり、次にノーマンは東海岸と西海岸を結ぶ幹線道路沿いにガソリンスタンドを開店した。ガソリンのほか、運転手にはコーヒーやパイを提供した。特にパイは評判で、長距離トラックの運転手たちはこの場所を「パイタウン」と呼び、いつしか集落全体を指すようになったという。
1940年、FSAプロジェクトの一環でラッセル・リーがパイタウンを訪れ、街並みや住民を撮影した。この時の写真は2005年2月のスミソニアン誌の題材となった。2014年には長編ドキュメンタリーの『Pie Lady of Pie Town』が制作された 。2015年、CBSニュース サンデーモーニングはパイタウンのニュースを放送した。

## 地理
パイタウンは国道60号線沿いに位置し、ソコロから西に80マイル (130 km)、アリゾナ州スプリンガービルから東に70マイル (110 km)の距離にある。また国道60号線がアメリカ大陸分水嶺を横切る地点から西2マイル (3.2 km)のところにある。
ギラ国有林やカール・ジャンスキー超大型干渉電波望遠鏡群があるサンアグスティン平原からはそこまで離れていない。またアメリカ国立電波天文台の超長基線アレイ10基が町のすぐ東に立ち並ぶ。
アメリカ合衆国国勢調査局によると、2023年の総面積は57.306平方マイル (148.42 km2)で、そのうち陸地は57.268平方マイル (148.32 km2)、水域は0.038平方マイル (0.098 km2)、割合は0.07パーセントである。

## 住民
2020年国勢調査によると人口は166人である。人種別だと白人が8割を占める。
| 人種 / 民族 (NH = 非ヒスパニック)           | 人口 | 割合   |
| ------------------------------------------- | ---- | ------ |
| 白人 (NH)                                   | 141  | 84.94% |
| アフリカ系アメリカ人 (NH)                   | 0    | 0.00%  |
| ネイティブ・アメリカン・アラスカ先住民 (NH) | 12   | 7.23%  |
| アジア系アメリカ人 (NH)                     | 0    | 0.00%  |
| 太平洋諸島系 (NH)                           | 0    | 0.00%  |
| その他の人種 (NH)                           | 1    | 0.60%  |
| 混血 (NH)                                   | 2    | 1.20%  |
| ヒスパニック/ラテン系アメリカ人             | 10   | 6.02%  |
| 合計                                        | 166  | 100%   |

## 観光
パイタウンは国道60号線やコンチネンタル・ディバイド・トレイルを通行するサイクリスト、ツーリスト、騎手、ハイカーのために、パイのほか宿泊施設や物資の補給所を提供している。2007年、サイクリング協会のAdventure Cycling Associationはパイタウンの住人3名に親切心と寛大さを表彰するカリー・トレイル・エンジェル賞（Curry Trail Angel Award）を授与した。
ライトニング・フィールドはパイタウンの北にあるが、来訪ツアーはケマードから出発する。
パイタウンの周辺にはネイティブアメリカンの多くの遺構が残っており、古代プエブロ人やアコマ人の陶器の欠片や、研磨用の滑石、斧、木や魚の化石が見つかっている。
毎年9月の第2土曜日にはパイ・フェスティバルが開催される。

## 教育
ケマード独立学区に属している。